# Ostrinotes purpuriticus
Ostrinotes purpuriticus is een vlinder uit de familie van de Lycaenidae. De wetenschappelijke naam van de soort werd als Thecla purpuriticus in 1907 gepubliceerd door Hamilton Herbert Druce.